# Феодор (Гаюн)
Митрополит Феодо́р (справжнє ім'я Олексій Олексійович Гаюн; нар. 17 лютого 1958, с. Немовичі, Сарненський район, Рівненська область) — архієрей РПЦвУ, митрополит Кам'янець-Подільський і Городоцький. Хіротонізований у єпископа 1992 року, з 1997 року очолює Кам'янець-Подільську єпархію РПЦвУ.
Тезоіменитство — 24 серпня (11 серпня за старим стилем, у день пам'яті Феодора, князя Острозького.

## Життєпис

### Юність
Народився 17 лютого 1958 року в селі Немовичі Сарненського району Рівненської області в селянській родині.
1975 року закінчив середню школу і вступив до Рівненського інституту водного господарства, але навчання покинув. Протягом 1977—1978 років працював на заводі газорозрядних ламп у Рівному.
З 1978 по 1984 рік навчався в Московській духовній семінарії. Проходив військову службу. 1987 року закінчив Московську духовну академію з вченим ступенем кандидата богословських наук. Тоді ж був направлений до Почаївської успенської лаври.

### Початок служіння
24 грудня 1987 року прийняв чернечий постриг з ім'ям Феодор на честь преподобного Феодора, князя Острозького.
10 січня 1988 року був висвячений у сан ієродиякона, 7 жовтня 1990 року — в сан ієромонаха. Потім майбутнього владику було переведено до Свято-Духівського скиту Почаївської Лаври і призначено благочинним обителі.
У травні 1991 року ієромонах Феодор повернувся до Лаври і був призначений викладачем Почаївського духовного училища.
5 червня 1992 року був возведений у сан ігумена і призначений намісником Свято-Успенської Почаївської Лаври, 1 серпня того ж року прийняв сан архімандрита.

### Архієрейське служіння
5 серпня 1992 року відбулася хіротонія архімандрита Феодора в єпископа Почаївського, вікарія Тернопільської єпархії УПЦ МП.
8 грудня того ж року владику призначено ректором Почаївської духовної семінарії.
У зв'язку з тим, що Почаївській Лаврі було надано статус ставропігійного монастиря, 27 липня 1996 року був звільнений з посади намісника обителі зі збереженням посади ректора духовної семінарії.
З 15 квітня 1997 року владика Феодор — єпископ Кам'янець-Подільський і Городоцький.
28 липня 2006 — возведений у сан архієпископа.
28 серпня 2014 року митрополитом Київським і всієї України Онуфрієм возведений в сан митрополита.
16 вересня 2014 рокупризначений головою церковного суду УПЦ МП та постійним членом синоду УПЦ (МП).
17 серпня 2024 року удостоєний права носіння другої панагії.

## Погляди і праці
Під час підготовки до Всеправославного собору, який відбувся у червні 2016 року на о.Крит, виступив з різкою критикою проекту соборної постанови «Відносини Православної Церкви з іншим християнським світом», звинувативши цей документ у «єресі екуменізму», «глобалізму» і «політичного конформізму» через наявність в ньому закликів до «братнього діалогу з католиками». Цей критичний виступ був одним із елементів пропагандистської компанії, яка мала на меті виправдати відмову РПЦ від участі у Всеправославному соборі на Криті.
23 червня 2018 року у складі делегації ієрархів УПЦ (МП) їздив у Стамбул до Вселенського патріарха Варфоломія. У ході перемовин українські ієрархі намагалися вмовити Константинопольського патріарха не надавати українській церкві Томос про автокефалію.
25 вересня 2018 року занесений до бази даних Центру «Миротворець» як противник створення незалежної помісної церкви в Україні та за антиукраїнську пропаганду.